# Invasie van Anjouan
De Invasie van Anjouan (Codenaam: Operation Democracy in Comoros) was een militaire aanval op het Comorese eiland Anjouan, op 25 maart 2008. De invasie werd uitgevoerd door Comorese troepen, met steun van de Afrikaanse Unie, waarvan de troepen afkomstig waren uit Senegal, Tanzania en Soedan. Frankrijk en Libië ondersteunden de operatie met materieel. Het doel van de operatie was om Mohamed Bacar, die onafhankelijk van de federale regering van de Comoren en van de Afrikaanse Unie verkiezingen had georganiseerd, uit zijn machtspositie te verdrijven.